# Jan-Erik Nilsson
Jan-Eric (Jan-Erik) David Nilsson, född 28 januari 1957 i Hedvig Eleonora församling i Stockholms stad, är en svensk mariningenjör, även verksam som företagsledare i rederibranschen.

## Biografi
Nilsson avlade examen som mariningenjör vid Sjökrigsskolan 1982 och civilingenjörsexamen vid Tekniska högskolan 1985. Han anställdes vid 13. patrullbåtsdivisionen 1982 och blev löjtnant i Mariningenjörskåren 1985, befordrad till kapten 1986. Han var marindirektör av första graden och chef för Helikoptersektionen vid Försvarets materielverk 1987–1990. Han tjänstgjorde också vid Marinstaben och blev reservofficer vid Gotlandsbrigaden. Nilsson var verkställande direktör för Rederi AB Gotland 1990–2001 samt styrelseordförande och koncernchef för Rederi AB Gotland 2001–2013 och styrelseordförande i Trojaborg AB från 2013.
Jan-Erik Nilsson invaldes som ledamot av Kungliga Örlogsmannasällskapet 1999 och som ledamot av Kungliga Krigsvetenskapsakademien 2014.